# Geoffroy du Breuil
Geoffroy du Breuil, auch Geoffroy de Vigeois genannt, (lat.: Gaufredus oder Galfredus; † 1184) war ein französischer Geistlicher und Chronist im 12. Jahrhundert.

## Leben
Gottfried stammte aus einer niederen Adelsfamilie des Limousin und trat dem Orden der Benediktiner in der Abtei Saint-Martial von Limoges bei. 1170 wurde er Mönch in der Priorei La Souterraine und 1178 wurde er zum Prior der Klosterzelle Saint-Pierre von Vigeois gewählt. Er starb im Jahr 1184 oder kurz danach.
Er schrieb eine die Jahre 994 bis 1184 umfassende Chronik, die sich unter anderem mit dem Ersten Kreuzzug und der Regionalgeschichte befasste. Gottfried war der erste Chronist, der in einem Eintrag für das Jahr 1181 den Terminus „Albigenser“ (hæreticos Albigenses) für die Glaubensgemeinschaft der Katharer verwendete, da er die Stadt Albi als deren Ursprungsort lokalisierte.